# Humanistisch geestelijke verzorging bij de krijgsmacht
De dienst humanistisch geestelijke verzorging bij de krijgsmacht is een organisatie die namens het Humanistisch Verbond bijstand verleent aan Nederlandse militairen. Humanistisch geestelijk verzorgers, ook wel raadslieden genoemd, dragen op diverse manieren bij aan het welbevinden van militairen, veteranen en hun relaties.
Raadslieden dragen bij aan het (geestelijk) welbevinden van militairen, hun relaties en veteranen. Dit doen zij door zichtbare aanwezigheid op de werkvloer, persoonlijke contacten en begeleiding. Ze voeren gesprekken, geven advies en bieden ondersteuning. Zingeving en ethiek staan daarbij centraal.

## Werkzaamheden
De werkzaamheden van de humanistisch geestelijk verzorgers in de krijgsmacht bestaan uit: 
- Aanwezigheid op de werkvloer, op werkplekken, oefenlocaties en tijdens uitzendingen.
- Individuele begeleiding van (oud)militairen en hun relaties.
- Vormingswerk voor groepen.
- Onderwijs/opleiding o.a. in ethiek.
- Levensbeschouwelijke bijeenkomsten.
- Bijdrage aan militaire ceremoniële plechtigheden.
- Signalering, advisering en begeleiding rond thema’s die het welbevinden van mensen betreffen (humanisering).
- Deelnemen aan Sociaal Medische Teams (SMT’s), samen met andere hulp- en zorgverleners.

## Uitvoering
Humanistisch geestelijk verzorgers zijn aangesteld als burgerambtenaar, maar voor de uitvoering van hun werk gelijkgesteld met een militaire rang (kapitein, majoor of luitenant-kolonel). Zij zijn werkzaam in de krijgsmacht, niet van de krijgsmacht, en vallen buiten de militaire hiërarchie. Ze leggen vakinhoudelijk geen verantwoording af aan het ministerie van Defensie of aan de militaire top, maar aan hun zendende instantie, het Humanistisch Verbond. 
Overal waar militairen gaan, zijn de humanistisch raadslieden actief ten behoeve van het (geestelijk) welzijn van het personeel binnen de krijgsmacht. Er zijn ook buiten Nederland geestelijk verzorgers geplaatst, bijvoorbeeld op Curaçao. Humanistisch raadslieden gaan ook mee op uitzending en tijdens langere vaarperiodes.
De humanistische geestelijke verzorging bij de krijgsmacht is ingevoerd op 1 september 1964 ten behoeve van buitenkerkelijke en niet-gelovige militairen. De dienst startte met vijf raadslieden. In de loop der jaren groeide de dienst uit tot een van de drie grote diensten geestelijke verzorging bij defensie, met het huidige aantal van achtendertig humanistisch raadslieden. 